# 8.ª Divisão de Cavalaria SS Florian Geyer

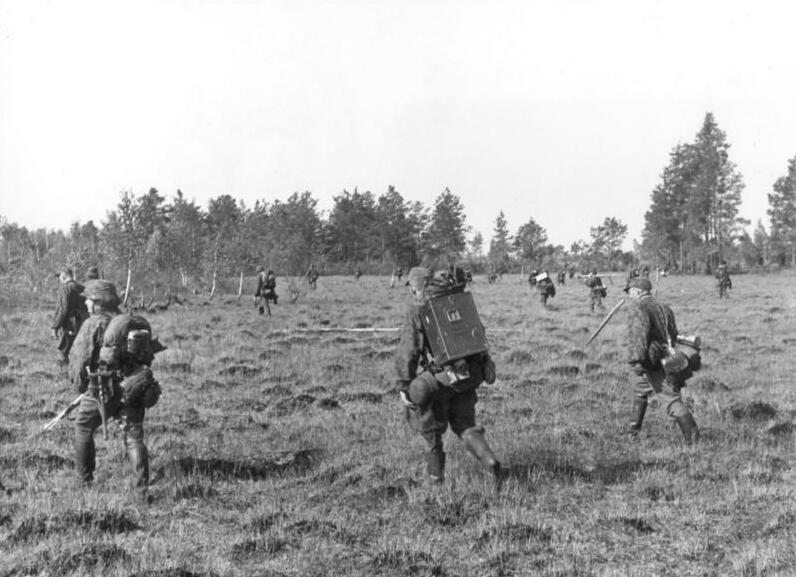
Homens da 8ª Divisão da cavalaria da SS, em maio de 1943.

A 8.ª Divisão de Cavalaria SS Florian Geyer foi uma divisão de cavalaria das Waffen-SS durante a Segunda Guerra Mundial. Foi criada em 1942 a partir de elementos da Brigada de Cavalaria SS, a qual esteve envolvida em operações anti-partisan atrás da linha da frente, e foi responsável pelo extermínio de dezenas de milhares de civis.
Cerca de 40% da divisão era de etnia alemã de Siebenbürgen (Transilvânia) e banata (Sérvia). O Batalhão de Substituição e Treino da 8.ª Divisão de Cavalaria SS participou na supressão do Levante do Gueto de Varsóvia em 1943.
Em Março de 1944, recebeu a sua designação em homenagem a Florian Geyer (1490–1525), um nobre da Francónia que liderou a Companhia Negra durante a Guerra dos Camponeses. Os membros mais antigos desta divisão formaram o núcleo principal da 22.ª Divisão de Cavalaria de Voluntários SS Maria Theresia em 29 de Abril de 1944.
Esta divisão foi destruída durante os combates no Cerco de Budapeste no início de 1945.